# Lemesurier Island
Lemesurier Island is het op een na grootste eiland in de Icy Strait tussen Chichagof Island en het vasteland van de Alaska Panhandle in de Amerikaanse staat Alaska. Het eiland ligt ongeveer halverwege de stad Gustavus op het vasteland en de noordwestelijke gemeenschap Elfin Cove op Chichagof Island.

## Geschiedenis
Het eiland werd Tàaś Daa genoemd door de Huna Tlingit, wat vertaald kan worden als "Tweekoppig Getijdeneiland". Het eiland werd gebruikt als een plek om bessen te verzamelen, zeehonden te vangen en doden en als fortlocatie.
Het eiland werd door William Healey Dall vernoemd naar William Le Mesurier (1767–1833), een adelborst op de HMS Chatham.

## Geografie
Het heeft een landoppervlak van 27.534 km² en had in de volkstelling van 2000 een bevolking van één persoon. Samen met Pleasant Island en de Inian Islands vormt het de Pleasant/Lemesurier/Inian Islands Wilderness, een wildernisgebied binnen het Tongass National Forest dat officieel is aangewezen door het National Wilderness Preservation System.